# Arnaut de Comenge
Arnaut de Comenge o Cumenge (... – després del 1246), fou un trobador occità originari del comtat de Comenge.
Pertanyia a la classe cavalleresca local. Era cosí del comte Bernat IV de Comenge (mort el 1225) i va participar al seu costat en la lluita contra la croada albigesa. Arnau de Comenge era a Tolosa el 1218 defensant la ciutat del setge de Simó de Montfort.
Fonts documentals certifiquen que encara vivia el 1246.

Arnaut de Comenge és l'autor d'un sirventès (28.1) on ataca les ordres mendicants:
Be·m plai us usatges, que cor
E qe·is vai er mest nos meten
E·m plai que dure longamen
Que cel que forssara·l menor,
C'autre sia que lui fors ar
E volria pogues pojar
D'aissi tro a l'emperador,
Que ad un mal un autre pejor aia,
Mas non vezem c'autra dreitura plaia.

[...]
El cançoner provençal A també li atribueix el sirventès polític Leus sonetz (392,22). Tanmateix els altres llibres de cançons provençals i bona part de la crítica moderna el consideren obra de Raimbaut de Vaqueiras.